# Provinz Khénifra

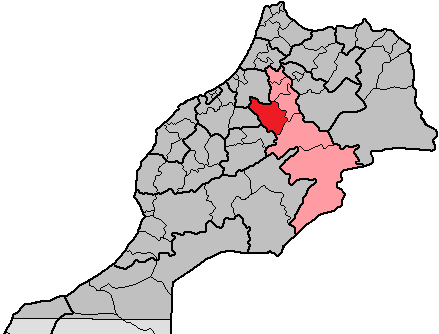
Provinz Khénifra in der Region Meknès-Tafilalet

Die etwa 4.000 km² große und ca. 400.000 Einwohner zählende marokkanische Provinz Khénifra (Zentralatlas-Tamazight ⵜⴰⵙⴳⴰ ⵏ ⵅⵏⵉⴼⵔⴰ) gehört seit 2015 zur Region Béni Mellal-Khénifra.

## Geographie

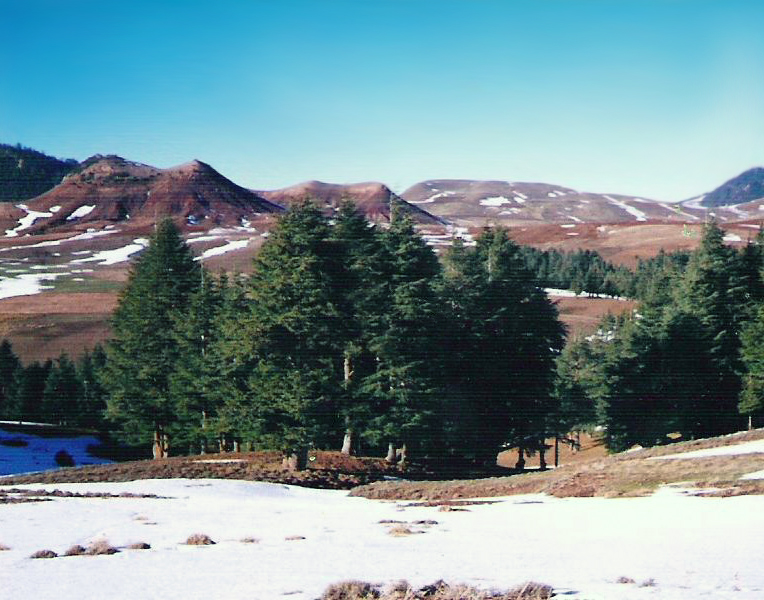
Zedernwäldchen im Mittleren Atlas bei Khénifra

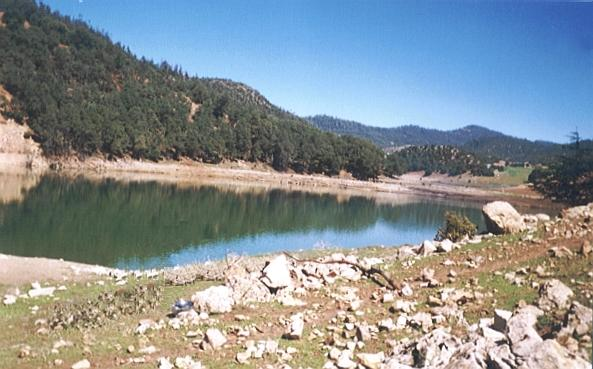
See im Mittleren Atlas bei Khenifra

### Lage
Die Provinz Khénifra liegt in der Übergangszone von den Bergen des Mittleren Atlas zur Marokkanischen Meseta und grenzt im Südosten an die Provinz Midelt, im Südwesten an die Provinz Béni Mellal, im Westen an die Provinz Khouribga, im Nordwesten an die Provinz Khémisset, im Norden an die Provinz El Hajeb und im Osten an die Provinz Ifrane.

### Landschaft
In der durchschnittlich etwa 750 bis 850 m hoch gelegenen Hügellandschaft der Provinz befinden sich kleinere Höhenzüge, deren Gipfel Höhen um die 1000 bis maximal 1600 m erreichen; sie ist von mehreren kleineren Flüssen (Wadis) durchzogen, die allesamt im Mittleren Atlas entspringen, jedoch teilweise in der Hochebene versickern, nachdem sie zur Trinkwassergewinnung und für landwirtschaftliche Bewässerungszwecke genutzt wurden. Der Oum er-Rbia ist der längste von ihnen; er entspringt etwa 40 km nordöstlich von Khénifra, fließt dann in südwestliche Richtung, nimmt die Wasser anderer Flüsse auf und mündet bei Azemmour in den Atlantik.

### Klima
Das sommerliche Klima der Provinz ist heiß und trocken: Die Tagestemperaturen können 40 °C erreichen; nachts fällt das Thermometer je nach Bewölkung auf etwa 15 bis 25 °C. Am kühlsten sind die frühen Morgenstunden. Die winterlichen Tagestemperaturen bewegen sich bei etwa 20 °C und fallen nachts auf 5 bis 10 °C ab; Nachtfröste sind selten, kommen jedoch jedes Jahr an etwa 10 bis 20 Tagen vor. In den bis zu 2000 m ansteigenden Bergregionen des Mittleren Atlas ist es deutlich kühler.

## Bevölkerung
In der in hohem Maße landwirtschaftlich geprägten Provinz Khénifra leben zu etwa 80 % Berber verschiedener Stammesgruppen sowie ein kleinerer Prozentsatz von arabisch-stämmigen Personen; die Umgangssprache ist tamazight. Während die Berber überwiegend in der Landwirtschaft tätig sind, werden die führenden Positionen in Beamtenschaft und Verwaltung sowie in der Wirtschaft und in den freien Berufen von Arabern ausgeübt. In der Provinz gibt es offiziell nur die beiden Städte Khénifra (ca. 80.000 Einwohner) und Mrirt (ca. 40.000 Einwohner); die übrigen gelten als Landgemeinden (communes rurales), auch wenn beispielsweise die Dörfer der Landgemeinde Aguelmous zusammen ebenfalls etwa 40.000 Einwohner haben.

## Wirtschaft
Durch die Möglichkeit zur Bewässerung sind die landwirtschaftlichen Erträge vergleichsweise hoch. Die Städte versorgen die Bewohner des Umlandes mit den notwendigen technisch-edukativen und medizinischen Dienstleistungen.

## Geschichte

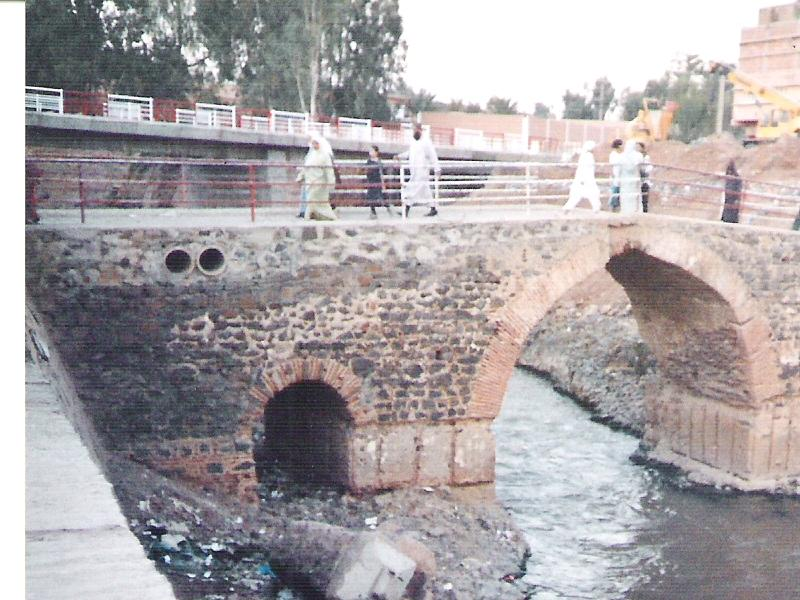
Pont portugais in Khénifra

Historische Aufzeichnungen aus der Region um Khénifra sind nicht bekannt. Im Jahre 1914 leisteten die in der Gegend ansässigen Berberstämme großen Widerstand gegen die Franzosen, die in einer Schlacht in der Nähe der Stadt angeblich 600 Mann verloren. Auch in der Periode der marokkanischen Unabhängigkeitsbewegung, d. h. in den frühen 1950er Jahren, spielte die Stadt eine wichtige Rolle. Die Provinz Khénifra entstand 1973; sie wurde jedoch mehrfach verkleinert – zuletzt im Jahre 2009 im Zusammenhang mit der Schaffung der Provinz Midelt. Bis 2015 gehörte die Provinz zur Region Meknès-Tafilalet.

## Sehenswürdigkeiten
Kulturelle Sehenswürdigkeiten hat die Provinz nicht; historisch interessant und für Marokko ungewöhnlich ist die – wahrscheinlich von europäischen Gefangenen im 17. oder 18. Jahrhundert erbaute – Steinbrücke (Pont portugais) über den Oum er-Rbia in der Stadt Khénifra. In landschaftlicher Hinsicht sind die östlich der Stadt Khénifra gelegenen Ausläufer des Mittleren Atlas mit ihren kleinen Seen und Zedernwäldern durchaus reizvoll.

## Größere Orte (Auswahl)

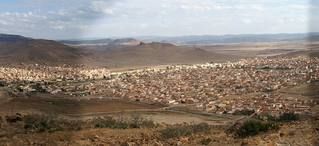
M’rirt

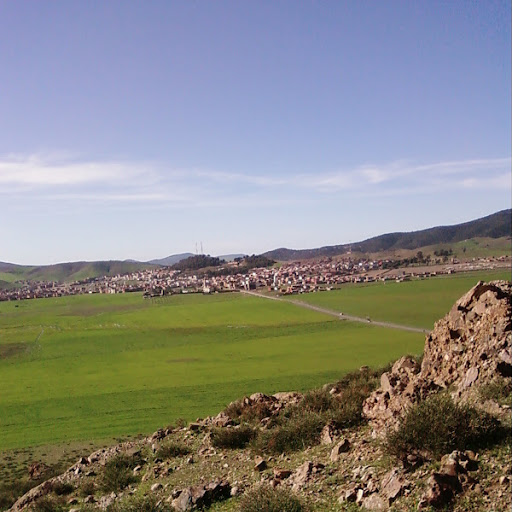
Landschaft bei Aguelmous

Die Provinz besteht aus 2 Städten (M) und 20 Landgemeinden (communes rurales) mit jeweils mehreren Dörfern.
| Gemeinde              | Einwohner         | Einwohner         |
| Gemeinde              | 2. September 1994 | 2. September 2004 |
| --------------------- | ----------------- | ----------------- |
| Khénifra (M)          | 60.835            | 72.672            |
| M’rirt (M)            | 25.942            | 35.196            |
| Aguelmous             | 35.217            | 35.849            |
| Aït Ishaq             | 18.648            | 19.624            |
| El Kbab               | 16.210            | 16.719            |
| El Hammam             | 19.147            | 15.438            |
| Lehri                 | 9.480             | 9.424             |
| Moha Ou Hammou Zayani | 32.414            | 39.661            |
| Ouaoumana             | 6.837             | 7.846             |
| Oum Rabia             | 11.480            | 11.314            |
| Sebt Aït Rahou        | 10.339            | 10.209            |
| Sidi Lamine           | 16.249            | 16.340            |
| Sidi Yahya Ou Saad    | 7.557             | 8.559             |
| Tighassaline          | 11.998            | 14.076            |